# 藤井貴規
藤井 貴規（ふじい あつのり、1986年6月10日 -）は日本の俳優である。
ウォーターボーイズに憧れ俳優の道を志し、類プロダクション（テアトルアカデミー系列）から同作続編でデビュー。2008年、現在の所属事務所であるオフィス北野へ移籍した。2013年3月時点で所属事務所一覧から削除された。

## 来歴・人物
千葉県佐倉市八幡台在住。家族は、「藤井造園」という造園業を営む厳しい父親、沖縄県出身の母親、歳の離れた兄。イヌとネコを飼っている。
身長170cm、体重58kg。チェスト88cm、ウエスト74cm、ヒップ84cm。足のサイズは26cm。
趣味はサッカー、水泳。特技は空手（初段、小林流昇空館本部道場）、乗馬、球技全般である。中学校・高等学校とサッカー部に所属。
BUMP OF CHICKENのメンバーが同じ中学校の先輩であると公言していることから出身は佐倉市立臼井西中学校とされる。
デビュー前の2001年（当時15歳）、日本中央競馬会（JRA）が運営する競馬学校の平成14年度第21期生騎手課程入学試験合格内定者に名が挙がるなど多才な面も魅せる。
難関として知られる同試験だが、同年度も応募者数329名中で合格者は藤井を含め10名のみであった。
同期合格者には現在も騎手として活躍する鮫島良太、塚田祥雄、大野拓弥、黛弘人らが名を連ねる
。
その後競馬学校には進まず、県内の公立高等学校へ入学。
高等学校卒業後は俳優の道一本に絞るためという理由で大学や専門学校へは進学せず、現在はアルバイトや実家の造園業を手伝いながら俳優活動をしている。
プールでの監視員経験を経て赤十字水上安全法救助員の資格を持つ。
2010年1月1日午前9時頃、千葉県佐倉市臼井田の市道で、新聞配達アルバイトからの帰途中に原動機付自転車で衝突事故を起こし、一時意識不明の重体となる。

## 出演

### テレビドラマ
- 金曜エンタテイメント・ドラマスペシャル「WATER BOYS ウォーターボーイズ 2005夏・前編」（2005年8月19日、フジテレビ系） - ウォーターボーイズ 知念 役（レギュラー）
- プレミアムステージ・ドラマスペシャル「WATER BOYS ウォーターボーイズ 2005夏・後編」（2005年8月20日、フジテレビ系） - ウォーターボーイズ 知念 役（レギュラー）
- ガチバカ!（2006年1月19日 - 3月23日、TBS系）- 3年E組生徒 家田力也 役（レギュラー）
- ケータイ刑事 銭形雷 1stシリーズ 第23話「時間を操る美女〜大学教授殺人事件〜」（2006年6月3日、BS-i 他） - 研究室の学生 青木卓 役
- 警視庁捜査一課9係 season1（2006年、テレビ朝日系）
- ダンドリ。〜Dance☆Drill〜（2006年7月11日 - 9月19日、フジテレビ系） - 野球部員 木下 役（レギュラー）
- PS-POLICE STATION-羅生門 警視庁東都署 第5話「女は顔なのか!!コンビニ強盗生死を分けた真相…」（2006年8月2日、テレビ朝日系） - コンビニの前にたむろする少年 役
- 先生道 第2話「リプレイ先生（仮題：リピート先生）」（2006年9月28日、TBS 他） - 生徒 役
- 日曜劇場「鉄板少女アカネ!!」第4話「学園祭ダイエット料理バトル!!」（2006年11月5日、TBS系） - 学園祭の客 役
- 恋する日曜日 LOVE ON SUNDAY 第3シリーズ 第3話（第4回）「レンズ越しの恋」（2007年1月27日、BS-i 他） - 陸上部員 役
- 恋する日曜日 LOVE ON SUNDAY 第3シリーズ 第16話（第19回）「アダルトな恋」（2007年5月12日、BS-i 他） - “サルと言っても差し支えない”学生 役
- ULTRASEVEN X 第3話「HOPELESS」（2007年10月19日、中部日本放送・TBS系） - 過労死するアルバイト ルイ 役
- 愛の劇場「大好き!五つ子Go³!!」第1話・第3話（声のみ出演）（2007年7月16日・7月18日、TBS系） - 桜井拓也の同級生 役
- 土曜ワイド劇場「おかしな刑事4 海面2メートル!時間差殺人の謎 赤水門と西伊豆堂ヶ島の殺意」（2007年8月11日、テレビ朝日系） - 青年時の泉沢卓司 役
- ROOKIES ルーキーズ（2008年4月19日 - 7月26日、TBS系） - 2年B組生徒 北川 役（レギュラー）
- 僕の秘密★兵器 My secret weapon 第7話（2009年11月21日、名古屋テレビ放送 他） - 通りすがりのイケメン 杉山卓哉 役
- 土曜ワイド劇場「火災調査官・紅蓮次郎10」（2010年2月13日、テレビ朝日系） - 石田家の高校生の息子 石田貴之 役
- インディゴの夜 エピソード10 第44話 - 第48話（2010年3月8日 - 3月12日、東海テレビ・フジテレビ系） - 画家崩れのホームレス タクミ 役
- 土曜ワイド劇場「再捜査刑事・片岡悠介」（2010年3月13日、テレビ朝日系） - 運送会社のアルバイト 高杉陽一 役
- ヤンキー君とメガネちゃん（2010年4月23日 -、TBS系） - 2年A組生徒 上田聡史 役（レギュラー）
- 木曜ドラマ「ナサケの女〜国税局査察官〜」第4話（2010年11月11日、テレビ朝日系） - 目撃するカップル 役
- 土曜ワイド劇場「法医学教室の事件ファイル32」（2011年1月22日、テレビ朝日系） - 目撃者の高校生 役
- ドラマスペシャル「風の少年〜尾崎豊 永遠の伝説〜」（2011年3月21日、テレビ東京系）
- パナソニック ドラマシアター「水戸黄門 第43部」第6話「海道一のじゃじゃ馬娘・清水」（2011年8月8日、TBS 他） - 捨松 役
- 金曜プレステージ「アンフェア the special〜ダブル・ミーニング〜二重定義」（2011年9月24日、フジテレビ系） - 鑑識 役
- 遺留捜査 第2シリーズ 第2話「15センチ×10センチの青い布人気ランナー謎の死」（2012年7月26日、テレビ朝日系）
- ダブルフェイス 偽装警察編（2012年10月27日、WOWOW） - 高山亮介（少年期） 役

### 映画
- うた魂♪（2007年製作、2008年4月5日公開、日活） - 2年B組生徒 木場太郎 役
- ROOKIES ルーキーズ -卒業-（2009年5月30日公開、東宝） - 2年B組生徒 北川 役
- アウトレイジ（OUTRAGE）（2010年6月12日公開、ワーナー・ブラザース・オフィス北野） - 山王会大友組組員 役
  - 第63回カンヌ国際映画祭コンペティション部門正式参加作品
- GANTZ PERFECT ANSWER（2011年4月23日公開、日本テレビ・東宝） - 地下鉄の乗客 役
- 僕等がいた 前篇・後篇（2012年3月17日・4月21日公開、東宝・アスミック・エース エンタテインメント） - 砂山マモル 役
- タイガーマスク（2013年11月9日公開、アークエンタテインメント）

### 舞台
- 劇団海千山千プロデュース公演第14発「いもづる」（2007年12月4日 - 12月9日 下北沢・小劇場「楽園」、鯨エンターテイメント 劇団海千山千） - 小島 役[3]
- 舞台版「新宿ミッドナイトベイビー2010 〜さよならマロンのママ〜」（2010年7月17日 - 7月25日 新宿区立新宿文化センターホール） - ゲイバー「マロンケーキ」のトシちゃん 役
- J-Stage Navi produce「プール・サイド・ストーリー(W・シェイクスピア「ロミオとジュリエット」より)」（2011年8月24日 - 8月28日 赤坂RED/THEATER）

### CM
- ニンテンドー ゲームキューブ「ドンキーコンガ3 食べ放題！春もぎたて50曲♪」（2005年3月17日発売、任天堂）
- NTT西日本「フレッツ!」（2006年、西日本電信電話）
- すき家「うな牛 丑の日」編(2016年-2017年、ゼンショーホールディングス)

### その他
- こたえてちょーだい! 再現ドラマ（フジテレビ系）
- わかってちょーだい! 再現ドラマ（2007年、フジテレビ系）
- ハピふる!「“夫婦の愛”歌手イルカが生語り…「なごり雪」誕生秘話と最愛の夫の死」再現ドラマ（2007年11月12日、フジテレビ系） - イルカの夫 神部和夫 役
- 携帯ドラマ「Re:涙雨、」（2008年、魔法のiらんどTV）
- 行列のできる法律相談所 ようこそ一茂さん、石井さん、ヤッターマンの櫻井君。今日は何だかとっても強そうだなスペシャル!!「勝手に出版していいの?」再現ドラマ（2009年3月8日、日本テレビ系） - 山口浩平の友人 役[4]
- オリジナルネットドラマ「恋する星座」番宣「恋する星座ナビ」（2009年3月12日、BS-TBS） - 主人公の恋人 輝 役[5][6]
- 携帯ドラマ「イケない課外授業」（2009年4月1日 - 5月13日、魔法のiらんどTV） - 主人公の親友で同級生 卓人 役
- オリジナルネットドラマ「恋する星座」第11話「南野月奈・水瓶座の恋」（2009年6月18日、BS-TBS） - 主人公の恋人 輝 役
- Men's Cafe〜メンズカフェ〜（2010年2月22日 - 8月2日、DAIBA TV） - アシスタント
- 松本人志のコントMHK 第1号（2011年11月5日、NHK） - 番組AD 役